# Oliarus euziensis
Oliarus euziensis är en insektsart som beskrevs av Van Stalle 1987. Oliarus euziensis ingår i släktet Oliarus och familjen kilstritar. Inga underarter finns listade i Catalogue of Life.